# Оперативна група «Лісова пісня»
Оперативна група «Лісова пісня» — тимчасова структурна одиниця УПА, яка виникла в результаті злиття двох воєнних округ
ВО «Турів» і ВО «Заграва» оперативної групи УПА-Північ з вересня 1943 до кінця лютого 1944.
Її командиром став сотник «Дубовий» (Литвинчук Іван), заступником з адміністративних справ «Юрко», заступником зі справ військових «Штаєр» (Корінець Дмитро), а Сильвестр Затовканюк-«Пташка» став комендантом запілля (тилової служби) військової округи «Турів».
На початок 1944 року до території, де діяла УПА, наблизився фронт.
Станом на кінець лютого 1944 лінія радянсько-німецького фронту проходила по рубежу Рівне — Луцьк — Шепетівка (11.02) — Корсунь (14.02) — Нікополь (8.02) — Кривий Ріг (24.02). Німецькі заклади були евакуйовані із Рівного і Луцька 10-11 січня 1944 року, а радянські війська зайняли: Рівне — 3 лютого і Луцьк — 2 лютого  1944 року.
Зважаючи на ситуацію, командуванням УПА було прийнято рішення про передислокацію військових сил повстанців на територію, вже зайняту радянськими військами. Сивестр Затовканюк загинув 25 лютого 1944 у бою з німцями, під час збройного прориву лінії фронту. Після його загибелі Оперативну групу «Лісова пісня» знову було розділено дві військові округи, командиром ВО «Заграва» став сотник «Дубовий».